# Psydrax kraussioides
Psydrax kraussioides là một loài thực vật có hoa trong họ Thiến thảo. Loài này được (Hiern) Bridson miêu tả khoa học đầu tiên năm 1985.